# آواز پرندگان عشق
آواز پرندگان عشق (انگلیسی: Singing Lovebirds) فیلمی در ژانر موزیکال به کارگردانی ماکینو ماساهیرو است که در سال ۱۹۳۹ منتشر شد. از بازیگران آن می‌توان به تاکاشی شیمورا اشاره کرد.